# Kocan Kadar Konuş
Kocan Kadar Konuş is een Turkse romantische komedie uit 2015 van Kıvanç Baruönü. In 2016 kwam het vervolg op deze film uit onder de naam Kocan Kadar Konuş: Diriliş.

## Verhaal
Efsun is een 30-jarige vrouw die nog steeds op zoek is naar de liefde van haar leven. De vrouwen uit haar familie doen alle moeite om haar een iets vrouwelijker voorkomen te geven en al snel loopt ze haar oude schoolliefde Sinan tegen het lijf. Haar familie vindt dat ze net als ieder jong koppel in Turkije zo snel mogelijk moeten trouwen, tegen de zin van Efsun.

## Rolverdeling
| Acteur            | Personage |
| ----------------- | --------- |
| Ezgi Mola         | Efsun     |
| Murat Yıldırım    | Sinan     |
| Nevra Serezli     | Peyker    |
| Gülenay Kalkan    | Gönül     |
| Ebru Cündübeyoğlu | Nur       |
| Eda Ece           | Ceren     |
| Begüm Öner        | Merve     |
| Gül Arıcı         | Tuğçe     |
| İsmail İncekara   | Oktay     |
| Muhammet Uzuner   | Yazar     |